# Conseil-Affäre
Die Conseil-Affäre war eine politische Affäre, in die im 19. Jahrhundert die Schweiz und Frankreich involviert waren.

## Vorgeschichte
Aus Furcht vor Revolutionen änderte die Julimonarchie um die Mitte der 1830er Jahre ihre Haltung gegenüber der Schweiz und orientierte sich immer mehr dem Metternich’schen System an. Sinnbildlich für diese Veränderung war die Conseil-Affäre.

## Die Affäre
Der französische Botschafter verlangte am 19. Juli 1836 die Ausschaffung von Auguste Conseil, einem Flüchtling, der 1835 am Attentat von Joseph Fieschi auf König Louis-Philippe I. beteiligt war. Conseil wurde am 10. August 1836 in Nidau verhaftet und es stellte sich heraus, dass einer seiner drei gefälschten Pässe von der französischen Botschaft in Bern ausgestellt worden war. Somit war Conseil als Lockspitzel von der französischen Polizei in die Schweiz gesandt worden, um Informationen über die dort lebenden Flüchtlinge zu sammeln. Die liberale Schweiz hatte somit einen ernsthaften Grund sich an Frankreich zu rächen, denn Frankreich hatte im Frühling und Anfang Sommer 1836 die jurassischen Katholiken unterstützt und so eine Umsetzung der Badener Artikel im Berner Jura unmöglich gemacht. Die Presse veröffentlichte die Geschichte und das gekränkte Frankreich entsandte nun eigene Truppen an die Schweizer Grenze und verordnete eine vollständige Blockade. Großbritannien stieg als Vermittler ein und mahnte Paris an, das Versprechen der Grossmächte, nämlich die Unabhängigkeit und die Neutralität der Schweiz, zu akzeptieren.